# Искуситель
«Искуситель» (англ. Spellcaster) — американский мистический фильм ужасов 1988 года режиссёра Рафала Зелински.

## Сюжет
Том и его сестра Джеки, победив в лотерее, были выбраны для участия в охоте за призом в миллион долларов. Само действо происходит в старинном итальянском замке, принадлежащем таинственному Диабло, и всё, что должны сделать участники, чтобы выиграть соревнование, — это первым найти чек. Кроме того, за деньгами охотятся несколько других игроков, которые очень конкурентоспособны и готовы на всё, чтобы выиграть. Конкурс будет записан для музыкального канала и спонсирован звукозаписывающей компанией рок-звезды Кассандры Кастл, которая будет сопровождать участников на протяжении всей охоты вместе с ви-джеем Рексом. Кассандра, однако, не желает проводить какое-либо время с участниками и предпочитает проводить всё свое время с бутылкой водки в своей отдельной комнате. Рок-звезда решает заключить сделку с Рексом и прячет чек у себя, чтобы никто из соперников не смог его найти, а по окончании соревнования оба разделят выигрыш.
Как только начинается соревнование, участники начинают лихорадочно искать чек, не подозревая о том, что судьба чека, и их собственная уже предрешена — в первую же ночь сверхъестественные силы начинают убирать игроков одного за другим. Планы Кассандры срываются, когда всё те же силы уводят чек у неё из под носа, и он начинает путешествовать по всему замку, заманивая участников в ловушки. В конце концов, выживают только Джеки, Кассандра и Том, и они понимают, что происходит что-то странное. В поисках ответов, Джеки обнаруживает комнату на самом верху замка, в которой находится хрустальный шар и сам хозяин замка Диабло, который оказывается демоном. Он объявляет её победителем гонки, а также рассказывает о том, что он заточил души других соперников в шаре и заберёт их всех в ад, а также что его следующей жертвой будет её брат. Тем временем Кассандра и том вступают в романтические отношения. Том также обнаруживает чек у Кассандры, но та сжигает его, пытаясь предупредить, но в тот же момент оказывается прямо перед Диабло. Он наказывает её за то, что она разрушила его планы, показывая, что Кассандра заключила с ним контракт и что он также заберет её душу в ад. В обмен на свою душу она приобрела славу и богатство, которые, как она быстро поняла, не стоили такой сделки, и стала употреблять алкоголь и наркотики, чтобы заглушить свою реальность. Чтобы спасти и Тома, и Кассандру, Джеки пытается поторговаться с Диабло, предлагая свою душу в обмен на них обоих. В ужасе Кассандра решает уничтожить хрустальный шар Диабло, что кладет конец его злым планам и возвращает всех соперников к жизни. Фильм заканчивается тем, что Диабло объявляет о новом конкурсе, который принесёт ему новых жертв.

## В ролях
- Гейл О’Грэйди — Джеки
- Банти Бейли — Кассандра Кастл
- Гарольд Пруэтт — Том
- Адам Энт — Диабло
- Ричард Блейд — Рекс
- Ким Джонстон-Ульрих — Тери
- Майкл Зорек — Харлан
- Марта Демсон — Мирна
- Дейл Уайатт — Джейми
- Трейси Линд — Иветт
- Уильям Батлер — Билли
- Майкл Дик — Энди
- Дональд Ходсон — Бруно
- Марчелло Модуньо — Тони
- Альберт Бэнд — повар

## Производство и релиз
Съёмки фильма начались в июле 1986 года недалеко от Рима, Италия. Исполнительный продюсер Чарльз Бэнд разрешил снимать фильм в замке XII века Кастелло ди Джове, который он купил для кинопроизводства. Сценарий фильма был написан Деннисом Паоли и Эдом Наха, частыми соавторами Стюарта Гордона. Фильм был спродюсирован компанией Empire Pictures, которая прекратила свое существование в 1988 году, а выпуск картины был отложен до 1992 года, только тогда она была выпущена компанией Columbia TriStar Home Video на видеоносителях в США.

## Критика
Обзорный сайт Cinema Crazed дал фильму благоприятную оценку, заявив, что это был «примерно такой же глупый фильм ужасов восьмидесятых годов», а также заметил, что он «по сути похож на кровавую, эксплуататорскую версию „Вилли Вонки“». В Variety заявили, что фильм больше «о пошлых монстрах» . Рецензент MTV Эрик Снайдер написал, что это был «определенно фильм, который мог бы претендовать на звание „культового фаворита поколения MTV“».